# Yu Watase
Yuu Watase 渡瀬悠宇 Watase Yuu, född den 5 mars 1970 i Osaka är en japansk shōjo mangaförfattare.

## Mangor
Watase Yuu Flower Comics
- Fushigi Yuugi - 18 Voymer.
- Fushigi Yuugi Genbu Kaiden - 6 volymer, fortfarande pågående.
- Shishunki Miman Okotowari - 3 Volymer.
- Zoku Shishunki Miman Okotowari - 3 Volymer.
- Shishunki Miman Okotowari Kanketsu Hen
- Epotoransu! Mai - 2 Volymer.
- Ayashi no Ceres (Ceres, Celestial Legend) - 14 Volymer.
- Appare Jipangu! - 3 Volymer.
- Imadoki! - 5 Volymer.
- Alice 19th - 7 Volymer.
- Zettai Kareshi- 6 Volymer.